# Radó Ferenc

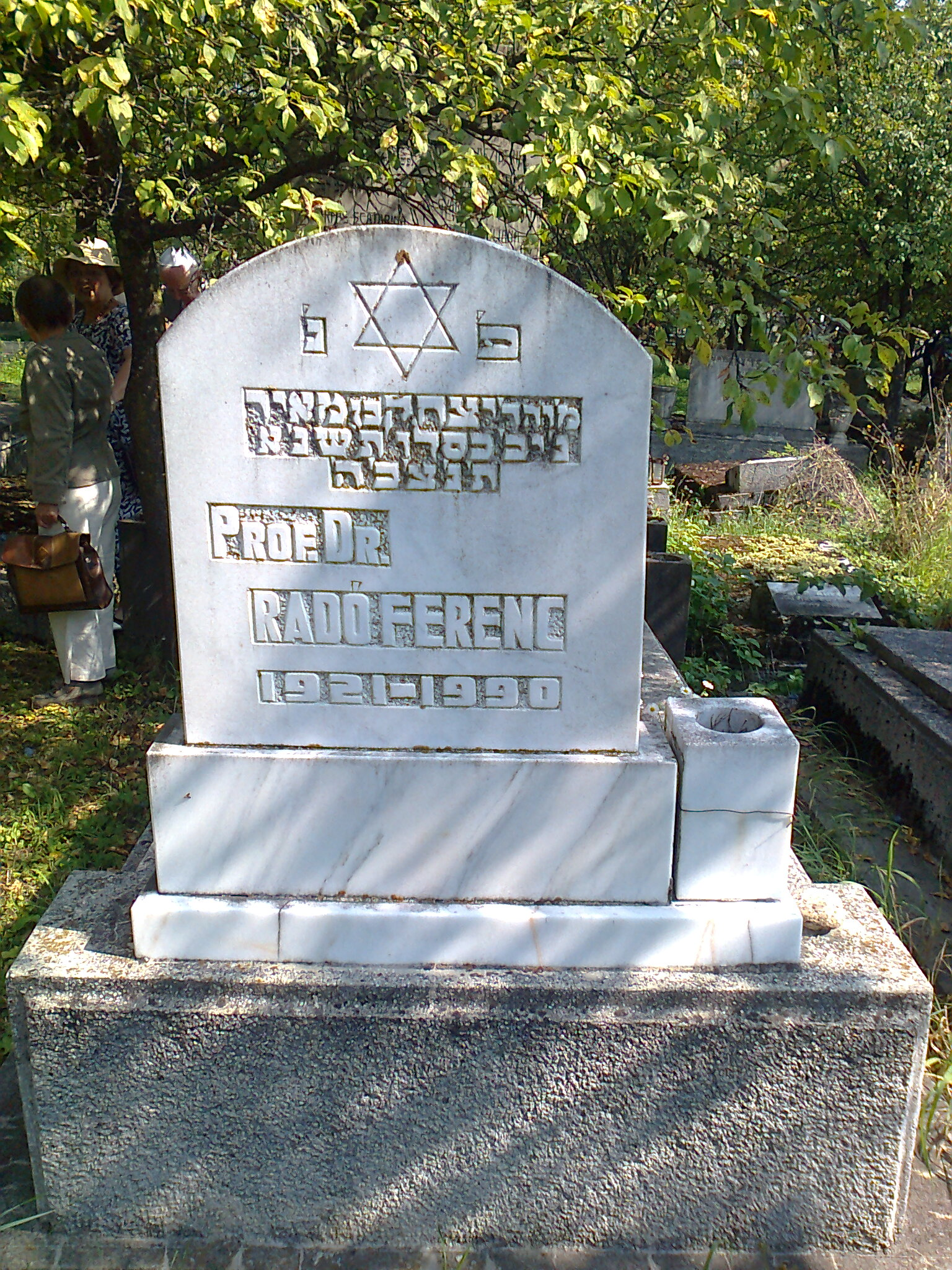
Sírja a kolozsvári Sólyom utcai neológ zsidó temetőben

Radó Ferenc (Temesvár, 1921. május 21. – Kolozsvár, 1990. november 27.) erdélyi matematikus, egyetemi tanár.

## Életpályája
Szülei Radó Artúr (1879–1948) mérnök és Stillmann Melitta (1894–1983) háztartásbeli. Tanulmányait a temesvári Zsidó Líceumban és a kolozsvári egyetemen végezte. 1945-ben szerzett matematikatanári képesítést. Pályafutását középiskolai tanárként kezdte szülővárosában. 1950-től a Bolyai Tudományegyetemen volt adjunktus, majd 1951-től docens. Professzori címét már az egyesített Babeș–Bolyai Tudományegyetemen kapta meg 1969-ben. Párhuzamosan a kolozsvári Számítási Intézet főmunkatársa volt. A nomográfia és függvényegyenletek kapcsolatáról írt disszertációjával doktorált 1959-ben. Az 1969-70-es tanévben a kanadai University of Waterloo vendégtanára volt. 1986-ban nyugdíjba vonult. 
Az 1970-es évektől a Bázelben megjelenő Journal of Geometry és az Aequationes Mathematicae nemzetközi szakfolyóiratok szerkesztőbizottsági tagja volt.

## Munkássága
Kutatási területei: 
- nomográfiai problémák, függvényegyenletek megoldása,
- geometriai struktúrák, a geometria algebrai alapjai,
- metrikus vektorterek izometriáinak (egybevágósági transzformációinak) jellemzése,
- numerikus analízis,
- matematikai programozás és gazdasági alkalmazások.

Szakcikkei romániai és külföldi folyóiratokban jelentek meg. Tevékenységét a román oktatásügyi minisztérium két alkalommal díjazta (1960, 1966). Ismeretterjesztő közlései a Matematikai Lapok, Utunk, az 1954-es Bolyai Emlékkönyv, az 1973-as Korunk Évkönyv hasábjain jelentek meg.

## Főbb művei

### Válogatás cikkeiből
- Programare liniară cu condiții logice (Linear programming with logical conditions). Comunicările Academiei R. P. Romîne 13 (1963) 1039–1042.
- Extension of collineations defined on subsets of a translation plane. Journal of Geometry 1 (1971) 1–17.
- Affine Barbilian structures. Journal of Geometry 14 (1980) 75–102.
- A characterization of the semi-isometries of a Minkowski plane over a field K. Journal of Geometry 21 (1983) 164–183.
- A characterization of the isometries of the rational Minkowski plane. Mathematica (Cluj) 26 (49) (1984) 183–187 (társszerző: C. Tarţia)
- Mappings of Galois planes preserving the unit Euclidean distance. Aequationes Mathematicae 29 (1985) 1–6.
- Pexider's equation and aggregation of allocations. Aequationes Mathematicae 32 (1987) 227–239. (társszerző: J. A. Baker)
- The Euclidean multifacility location problem. Operation Research 36 (1988) 485–492.

### Könyvei
- Analitikus geometria (egyetemi jegyzet, Kolozsvár 1954, 1958)
- Lecții de nomografie (társszerzőként, 1956)
- Analitikus geometriai példatár (egyetemi jegyzet, Szilágyi Pállal közösen, 1958)
- Feladatgyűjtemény középiskolai matematikai körök számára. I–II. (Cseke Vilmossal és Kiss Ernővel közösen, 1957, 1959)
- Geometrie (társszerzőként, 1979)
- A geometria mai szemmel (Orbán Bélával közösen, 1981)
- Matematikai kislexikon (társszerkesztő, 1983)

## Interjúk
- Kovács Nemere: A kutató öröme, a nevelő gondja. Beszélgetés Radó Ferenccel a geometria rögös útjairól. A Hét 1981/25. Online hozzáférés
- Rostás Zoltán: Gyűrűk és hálók. A Hét Évkönyve 1978. Újraközölve, kiegészítve a Visszajátszás című kötetében (1984).

## Emlékezete
Nevét viseli a Radó Ferenc Matematikaművelő Társaság (1993-ban alapították), amely a Matematikai Lapok utódjának, a Matlapnak a kiadója. Éveken keresztül megrendezték a Radó Ferenc Emlékversenyt a középiskolák 5–8. osztályos tanulói számára.